# Stefano Cincotta
Stefano Cincotta Giordano (Città del Guatemala, 28 febbraio 1991) è un ex calciatore guatemalteco con cittadinanza tedesca, di origini italiane, di ruolo difensore.